# Grevillea decurrens
Grevillea decurrens är en tvåhjärtbladig växtart som beskrevs av Alfred James Ewart. Grevillea decurrens ingår i släktet Grevillea och familjen Proteaceae. Inga underarter finns listade i Catalogue of Life.